# Balázs Erdélyi
Balázs Erdélyi (* 16. Februar 1990 in Eger) ist ein ungarischer Wasserballspieler. Er war mit der Nationalmannschaft je einmal Olympiadritter und Weltmeisterschaftszweiter. Bei Europameisterschaften gewann er bis 2020 je eine Gold-, Silber- und Bronzemedaille.

## Karriere
Balázs Erdélyi begann bei Egri VK. Von 2010 an studierte er an der University of the Pacific in Kalifornien und spielte für deren Hochschulmannschaft, die Pacific Tigers. In seinen vier Jahren erzielte er 287 Tore und gewann fast alle individuellen Auszeichnungen im College-Wasserball mindestens einmal. Nach seiner Rückkehr 2014 war er wieder drei Jahre bei Egri VK, bevor er zu Orvosegyetem SC nach Budapest wechselte.
Während seines Studiums in den Vereinigten Staaten nahm Erdélyi mit der ungarischen Mannschaft an der Universiade 2013 in Kasan teil, wo die ungarische Mannschaft den Titel gewann. Erst 2014 nach seiner Graduierung rückte der 1,96 m große Angriffsspieler dauerhaft in die Nationalmannschaft auf. Bei der Europameisterschaft 2014 in Budapest gewannen die Ungarn ihre Vorrundengruppe vor den Serben, wobei der direkte Vergleich mit 8:6 für Ungarn endete. Nach einem 8:7-Halbfinalsieg über Italien trafen die Ungarn im Finale wieder auf die Serben und verloren mit 7:12. Erdélyi warf sechs Turniertore, davon eins im Endspiel. 2015 bei der Weltmeisterschaft in Kasan unterlagen die Ungarn im Viertelfinale den Italienern und erreichten in den Platzierungsspielen den sechsten Platz. Erdélyi traf insgesamt neunmal, darunter einmal im Viertelfinale. Anfang 2016 bei der Europameisterschaft in Belgrad besiegten die Ungarn im Viertelfinale die Kroaten und verloren im Halbfinale gegen die Montenegriner. Das Spiel um Bronze gewannen die Ungarn mit 13:10 gegen die Griechen. Beim olympischen Wasserballturnier 2016 in Rio de Janeiro gewannen die Ungarn ihre Vorrundengruppe vor den Griechen, verloren aber im Viertelfinale gegen die Montenegriner nach Fünfmeterschießen. In der Platzierungsrunde erreichten die Ungarn mit zwei Siegen den fünften Platz. Erdélyi erzielte insgesamt zehn Tore. Im Viertelfinale gegen Montenegro erzielte er drei Tore, beim Fünfmeterschießen war er nicht beteiligt.
Bei der Weltmeisterschaft 2017 in Budapest gewannen die Ungarn ihre Vorrundengruppe. Nach einem Viertelfinalsieg über Russland und einem Halbfinalsieg über die Griechen verloren die Ungarn im Finale mit 6:8 gegen die Kroaten. 2018 bei der Europameisterschaft in Barcelona belegten die Ungarn den achten Platz. Erdélyi erzielte vier Turniertore. Anfang 2020 fand die Europameisterschaft in Budapest statt. Die Ungarn gewannen ihre Vorrundengruppe vor den Spaniern, wobei der direkte Vergleich mit 7:7 endete. Nach einem Sieg über die Russen im Viertelfinale gewannen die Ungarn im Halbfinale mit 10:8 gegen Montenegro. Im Finale trafen die Ungarn wieder auf die Spanier. Nach der Verlängerung stand es 9:9, im Fünfmeterschießen bezwangen die Ungarn ihre Gegner mit 5:4. Wegen der COVID-19-Pandemie fanden die Olympischen Spiele in Tokio erst 2021 statt. Nach einem dritten Platz in ihrer Vorrundengruppe besiegten die Ungarn im Viertelfinale die Kroaten mit 15:11. Im Halbfinale unterlagen sie den Griechen mit 6:9. Das Spiel um den dritten Platz entschieden die Ungarn mit einem 9:5 über die Spanier für sich.